# Angel (Sarah McLachlan)
Angel è un singolo della cantante canadese Sarah McLachlan, pubblicato nel 1998.

## Descrizione
Il brano parla della morte per overdose del musicista Jonathan Melvoin (turnista del gruppo The Smashing Pumpkins), deceduto nel 1996.
La canzone, scritta dalla stessa Sarah McLachlan e prodotta da Pierre Marchand, appare nell'album Surfacing ed è talvolta nota anche come In the Arms of an Angel o Arms of the Angel.
Il brano fa parte di diverse produzioni cinematografiche e televisive, tra cui la colonna sonora del film City of Angels - La città degli angeli.

## Cover
- Il pianista statunitense George Winston ne ha inserito una sua cover nell'album Plains (1999).
- Il gruppo pop irlandese Westlife ha inciso il brano nel loro terzo album in studio World of Our Own (2001).
- La cantante messicana Yuridia ha inciso una versione in lingua spagnola del brano, intitolata Estar Junto a Tí, nel suo album Habla El Corazón (2006).
- John Barrowman, per l'album Music Music Music (2008), ha registrato il brano.
- Lara Fabian ha inciso la sua cover per l'album Every Woman in Me (2009).
- La cantante gallese Katherine Jenkins ha pubblicato la sua cover nell'album Believe (2009).
- La cantante statunitense Jackie Evancho ha inciso il brano nel disco Dream with Me (2011).
- La cantante svedese Jill Johnson ha inciso la canzone nell'album Välkommen jul (2011).
- La svedese Sanna Nielsen ha registrato la canzone per l'album Vinternatten (2012).
- Il cantante statunitense David Archuleta ha inciso il brano per il suo album di cover Begin (2012).
- Nel 2014 la canzone è stata registrata e pubblicata dalla cantante scozzese Susan Boyle per il suo album Hope.